# Hermosa Beach
Hermosa Beach er en by i den sydlige del af den amerikanske delstat Californien. Byen ligger ud til Stillehavets kyst og indgår i Greater Los Angeles Area. Hermosa Beach har 19.728(2020) indbyggere.

## Fodnoter
1. ↑  Navnet er anført på engelsk og stammer fra Wikidata hvor navnet endnu ikke findes på dansk.
2. ↑  www.hermosabeach.gov, hentet 3. april 2022 (fra Wikidata).
3. 1 2  QuickFacts: Hermosa Beach city, California, United States Census Bureau, hentet 10. februar 2022 (fra Wikidata).